# Gekko kikuchii
Gekko kikuchii là một loài thằn lằn trong họ Gekkonidae. Loài này được Oshima mô tả khoa học đầu tiên năm 1912.